# Pallavolo agli XI Giochi sudamericani
I tornei di pallavolo agli XI Giochi sudamericani si sono disputati durante l'XI edizione dei Giochi sudamericani, che si è svolta a Cochabamba nel 2018.

## Podi
| Evento                      | Oro       | Argento   | Bronzo    |
| Torneo maschile (dettagli)  | Argentina | Cile      | Venezuela |
| Torneo femminile (dettagli) | Colombia  | Argentina | Perù      |